# Selección femenina de fútbol de Suecia
La selección femenina de fútbol de Suecia (en sueco Sveriges damlandslag i fotboll) es el equipo representativo del país en las competiciones oficiales de fútbol femenino. Su organización está a cargo de la Asociación Sueca de Fútbol, perteneciente a la UEFA.
Es una de las selecciones femeninas más exitosas del mundo. Fue el único equipo europeo que participó en todos los campeonatos mundiales y europeos y en todos los torneos olímpicos de fútbol femenino. Sin embargo, hasta ahora solo han podido ganar un título: en el Europeo 1984 se convirtieron en las primeras campeonas de Europa. En los siguientes Campeonatos de Europa ganaron la plata tres veces. En el Mundial de 2003, arañó la Copa tras perder ante la selección alemana en la final por un gol de oro. A nivel olímpico, se llevaron la plata en Río 2016 y Tokio 2020.
Gran parte de su historia fluctuaron entre el tercer y el séptimo lugar en el ranking mundial de la FIFA; en septiembre de 2017, tras perder los cuartos de final en la Eurocopa 2017 terminaron en 11.ª posición, su peor puesto hasta la fecha.
Las jugadoras nacionales suecas juegan principalmente en la Damallsvenskan de su país, que durante mucho tiempo se consideró la liga más fuerte de Europa junto con la Bundesliga Femenina de Alemania. Sin embargo, las internacionales suecas también juegan regularmente en la mencionada liga alemana, la NWSL estadounidense y, durante varios años, en la División 1 Féminine de Francia, que ha superado a la liga sueca en los últimos años, así como en la Women's Super League inglesa y la Primera División de España.

## Historia
El primer partido oficial de la selección sueca femenina tuvo lugar el 26 de julio de 1974, un 0-0 contra Finlandia. Ya en 1971 habían disputado un primer partido no oficial en el marco de la clasificación para la primera Copa del Mundo, antes de que el torneo se volviera oficial; las suecas perdieron este encuentro ante Dinamarca por 5-0. En los años siguientes jugaron la mayoría de sus partidos contra sus vecinas escandinavas y, entre 1977 y 1981, ganaron cinco veces el Campeonato Nórdico. En 1984 Suecia se convirtió en la primera campeona femenina de Europa, tras derrotar a Inglaterra en los penales. En la siguiente edición de 1987, se proclamó subcampeona del continente en la final contra Noruega y en 1989 se quedaron con el tercer puesto tras una victoria por 2-1 sobre Italia.
En la primera Copa del Mundo en China en 1991, Suecia terminó en tercer lugar con una victoria por 4-0 sobre Alemania. En la Eurocopa 1995, perdió la final 2-3 ante las alemanas y en la Copa del Mundo de 1995 celebrada en su país, cayó ante China por penales en los cuartos de final. Las suecas volvieron a quedarse fuera del Mundial en esta fase en la edición 1999, esta vez con una derrota por 3-1 ante Noruega.
En 2001 las helvéticas alcanzaron nuevamente la final del Campeonato de Europa que las enfrentó a Alemania. Sin embargo, fueron derrotadas en la prórroga tras el gol de oro de Claudia Müller. En la Copa del Mundo de 2003 en los Estados Unidos, el equipo llegó a una final mundialista por primera vez y nuevamente encontró su verdugo en Alemania con un gol de oro, esta vez de Nia Künzer, para poner el 2-1 definitivo.
Suecia participó en los torneos olímpicos de fútbol de Atlanta 1996 (su debut olímpico) y Sídney 2000, pero en ambas ocasiones no pudo superar la fase de grupos. En Atenas 2004, perdió por la mínima el partido por el bronce ante Alemania, mientras que la Copa del Mundo de 2007 fue testigo de uno de los grandes fracasos del combinado sueco al caer eliminado por primera vez en la fase de grupos de un Mundial. En los Juegos de Pekín 2008 y la Eurocopa 2009 cayeron en cuartos de final contra sus grandes rivales, Alemania y Noruega respectivamente.
Tras superar a Dinamarca en los clasificatorios, participó en la Copa del Mundo de 2011. En la fase inicial del torneo obtuvieron su primera victoria ante las número uno del mundo de Estados Unidos en un Mundial, lo cual fue también la primera derrota estadounidense en la fase de grupos de esta copa. Tras superar a Australia en semifinales y luego de perder 3-1 ante las eventuales campeonas del mundo, Japón, consiguieron el tercer puesto con un 2-1 ante Francia. De este modo, Suecia se clasificó para los Juegos de Londres 2012 como el mejor equipo europeo. En la fase de grupos de las olimpíadas, el equipo se enfrentó a las recientes campeonas del mundo Japón (0-0), Canadá (2-2) y por primera vez a Sudáfrica (4-1), logrando su pase a cuartos de final donde cayeron ante las francesas por 1-2.

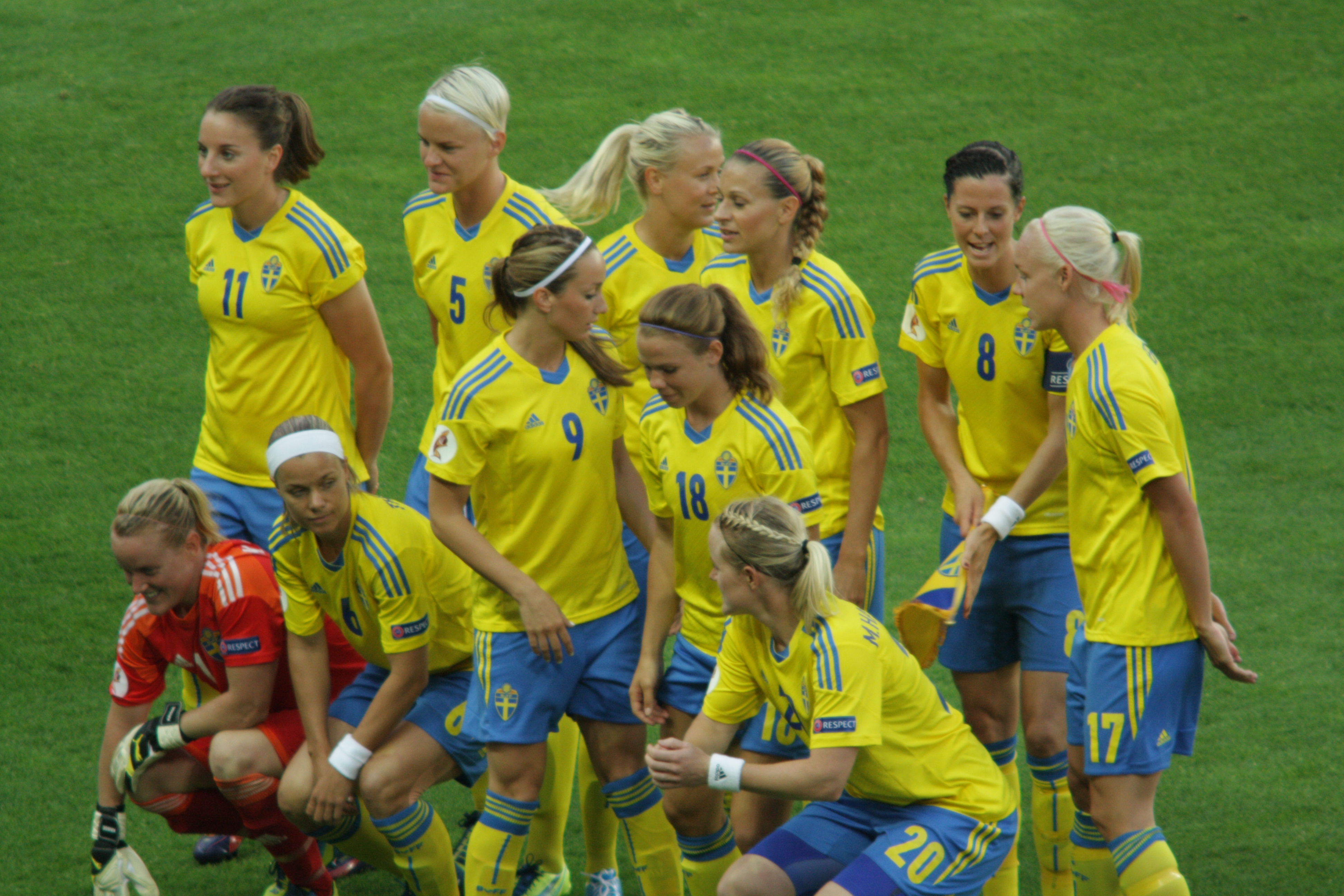
El once inicial en las semifinales de la Eurocopa 2013.

Luego del torneo olímpico de 2012, la ex internacional sueca Pia Sundhage, quien condujo a las estadounidenses hacia la medalla de oro en ese certamen, se hizo cargo del equipo sueco.
En 2013, Suecia fue sede de la final de la Eurocopa 2013 por segunda vez, lo cual clasificó automáticamente a la selección. Sin embargo, el equipo que partía como uno de los favoritos fue eliminado en semifinales por las campeonas defensoras de Alemania. En la Copa del Mundo de 2015, nuevamente el torneo terminó para las suecas cuando se enfrentaron a Alemania, esta vez en los octavos de final que perdieron por 4-1.

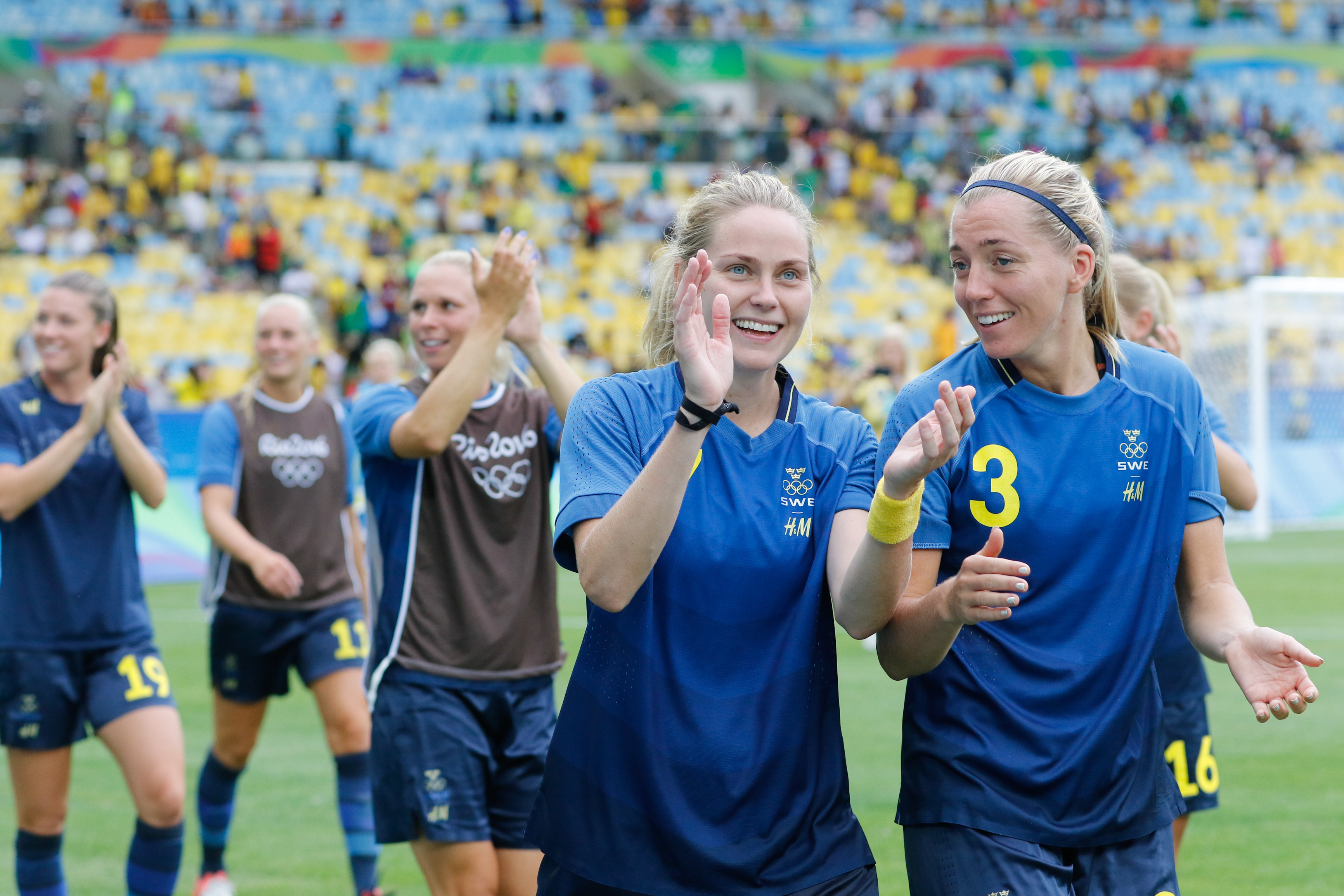
Suecia celebra su victoria ante las locales de Brasil en las semifinales de Río 2016.

En Río 2016, el combinado helvético llegó a la final por primera vez tras vencer al defensor del oro, Estados Unidos, por penales en los cuartos de final y a las anfitrionas brasileñas en semifinales, también desde los doce pasos. Sin embargo, cayó en la final contra Alemania por 1-2.
Tras ganar solo un partido en toda la Eurocopa 2017 y despedirse en cuartos de final contra las eventuales campeonas de los Países Bajos, el equipo nórdico cayó del top 10 del ranking de la FIFA por primera vez, quedando en el puesto 11 cuando se publicó en septiembre de 2017. Después del torneo, Sundhage renunció y Peter Gerhardsson asumió como nuevo entrenador nacional. Bajo su dirección, sobre todo gracias a la clasificación a la Copa del Mundo 2019 como ganadoras de su grupo con 7 victorias de 8 partidos y el título compartido con los Países Bajos en la Copa de Algarve 2018, la selección sueca volvió a ubicarse entre los 10 mejores equipos.
En Tokio 2020, las suecas se perfilaron como favoritas tras ganar su grupo con puntaje perfecto (incluyendo un 3-0 contra el campeón mundial de Estados Unidos), derrotar a Japón (3-1) en cuartos de final y a Australia (1-0) en semifinales. Pero en la cita final por el oro cayeron ante Canadá por penales. Con todo, la campaña olímpica sirvió para alcanzar el segundo puesto en el ranking de la FIFA por primera vez en la historia de la selección.

## Estadísticas

### Copa Mundial Femenina de Fútbol
| Edición                        | Resultado        | Posición | PJ | PG | PE | PP | GF | GC |
| ------------------------------ | ---------------- | -------- | -- | -- | -- | -- | -- | -- |
| China 1991                     | Tercer lugar     | 3°       | 6  | 4  | 0  | 2  | 18 | 7  |
| Suecia 1995                    | Cuartos de final | 5°       | 4  | 2  | 1  | 1  | 6  | 4  |
| Estados Unidos 1999            | Cuartos de final | 6°       | 4  | 2  | 0  | 2  | 7  | 6  |
| Estados Unidos 2003            | Subcampeón       | 2°       | 6  | 4  | 0  | 2  | 10 | 7  |
| China 2007                     | Primera fase     | 10°      | 3  | 1  | 1  | 1  | 3  | 4  |
| Alemania 2011                  | Tercer lugar     | 3°       | 6  | 5  | 0  | 1  | 10 | 6  |
| Canadá 2015                    | Octavos de final | 16°      | 4  | 0  | 3  | 1  | 5  | 8  |
| Francia 2019                   | Tercer lugar     | 3°       | 7  | 5  | 0  | 2  | 12 | 6  |
| Australia y Nueva Zelanda 2023 | Tercer lugar     | 3°       | 7  | 5  | 1  | 1  | 14 | 4  |
| Total                          | 9/9              | 2°       | 53 | 32 | 7  | 14 | 97 | 56 |

### Juegos Olímpicos
| Edición             | Resultado        | Posición     | PJ           | PG           | PE           | PP           | GF           | GC           |
| ------------------- | ---------------- | ------------ | ------------ | ------------ | ------------ | ------------ | ------------ | ------------ |
| Atlanta 1996        | Primera fase     | 6°           | 3            | 1            | 0            | 2            | 4            | 5            |
| Sídney 2000         | Primera fase     | 6°           | 3            | 0            | 1            | 2            | 1            | 4            |
| Atenas 2004         | Cuarto lugar     | 4°           | 5            | 2            | 0            | 3            | 4            | 5            |
| Pekín 2008          | Cuartos de final | 6°           | 4            | 2            | 0            | 2            | 4            | 5            |
| Londres 2012        | Cuartos de final | 7°           | 4            | 1            | 2            | 1            | 7            | 5            |
| Río de Janeiro 2016 | Medalla de plata | 2°           | 6            | 1            | 3            | 2            | 4            | 8            |
| Tokio 2021          | Medalla de plata | 2°           | 6            | 5            | 1            | 0            | 14           | 4            |
| París 2024          | No clasificó     | No clasificó | No clasificó | No clasificó | No clasificó | No clasificó | No clasificó | No clasificó |
| Total               | 7/8              | 5°           | 31           | 12           | 7            | 12           | 38           | 36           |

### Eurocopa Femenina
| Edición                  | Resultado        | Posición     | PJ           | PG           | PE           | PP           | GF           | GC           |
| ------------------------ | ---------------- | ------------ | ------------ | ------------ | ------------ | ------------ | ------------ | ------------ |
| Europa 1984              | Campeón          | 1°           | 4            | 3            | 0            | 1            | 6            | 4            |
| Noruega 1987             | Subcampeón       | 2°           | 2            | 1            | 0            | 1            | 4            | 4            |
| Alemania 1989            | Tercer lugar     | 3°           | 2            | 1            | 0            | 1            | 3            | 3            |
| Dinamarca 1991           | No clasificó     | No clasificó | No clasificó | No clasificó | No clasificó | No clasificó | No clasificó | No clasificó |
| Italia 1993              | No clasificó     | No clasificó | No clasificó | No clasificó | No clasificó | No clasificó | No clasificó | No clasificó |
| Inglaterra/Alemania 1995 | Subcampeón       | 2°           | 3            | 1            | 0            | 2            | 9            | 8            |
| Noruega/Suecia 1997      | Semifinales      | 3°           | 4            | 3            | 0            | 1            | 6            | 2            |
| Alemania 2001            | Subcampeón       | 2°           | 5            | 3            | 0            | 2            | 7            | 4            |
| Inglaterra 2005          | Semifinales      | 3°           | 4            | 1            | 2            | 1            | 4            | 4            |
| Finlandia 2009           | Cuartos de final | 5°           | 4            | 2            | 1            | 1            | 7            | 4            |
| Suecia 2013              | Semifinales      | 3°           | 5            | 3            | 1            | 1            | 13           | 3            |
| Países Bajos 2017        | Cuartos de final | 7°           | 4            | 1            | 1            | 2            | 4            | 5            |
| Inglaterra 2022          | Semifinales      | 4°           | 5            | 3            | 1            | 1            | 9            | 6            |
| Suiza 2025               | Cuartos de final | 6°           | 4            | 3            | 1            | 0            | 10           | 3            |
| Total                    | 12/14            | 1°           | 46           | 25           | 7            | 14           | 82           | 50           |

## Títulos
- Copa Mundial
  - Subcampeón: 2003
  - Tercer puesto: 1991, 2011, 2019, 2023
- Eurocopa Femenina
  - Campeón: 1984
- Juegos Olímpicos
  - Medalla de plata: 2016, 2020
- Copa de Algarve
  - Campeón: 1995, 2001, 2009, 2018[8]
- Copa Nórdica
  - Campeón: 1977, 1978, 1979, 1980, 1981[9]
- Torneo de Chipre
  - Campeón: 1990, 1992[10]
- Copa de Norteamérica
  - Campeón: 1987[11]
- Copa de Australia
  - Campeón: 2003[12]

## Jugadoras

### Última convocatoria
Jugadoras convocadas para la Eurocopa Femenina 2025.
Entrenador:  Peter Gerhardsson
| No. | Pos. | Jugadora                | Fecha de nacimiento (edad)        | Apa. | Goles | Club                  |
| --- | ---- | ----------------------- | --------------------------------- | ---- | ----- | --------------------- |
| 1   | POR  | Emma Holmgren           | 13 de mayo de 1997 (28 años)      | 0    | 0     | Levante               |
| 12  | POR  | Jennifer Falk           | 26 de abril de 1993 (32 años)     | 31   | 0     | Häcken                |
| 21  | POR  | Tove Enblom             | 20 de noviembre de 1994 (30 años) | 1    | 0     | Vålerenga             |
|     |      |                         |                                   |      |       |                       |
| 2   | DEF  | Jonna Andersson         | 2 de enero de 1993 (32 años)      | 108  | 3     | Linköping             |
| 3   | DEF  | Linda Sembrant          | 15 de mayo de 1987 (38 años)      | 156  | 19    | Bayern Múnich         |
| 4   | DEF  | Hanna Lundkvist         | 17 de julio de 2002 (23 años)     | 22   | 0     | San Diego Wave        |
| 5   | DEF  | Amanda Nildén           | 7 de agosto de 1998 (27 años)     | 13   | 0     | Tottenham Hotspur     |
| 6   | DEF  | Magdalena Eriksson      | 8 de septiembre de 1993 (31 años) | 121  | 14    | Bayern Múnich         |
| 13  | DEF  | Amanda Ilestedt         | 17 de enero de 1993 (32 años)     | 77   | 12    | Arsenal               |
| 14  | DEF  | Nathalie Björn          | 4 de mayo de 1997 (28 años)       | 74   | 6     | Chelsea               |
| 22  | DEF  | Smilla Holmberg         | 11 de octubre de 2006 (18 años)   | 2    | 0     | Hammarby              |
|     |      |                         |                                   |      |       |                       |
| 7   | MED  | Madelen Janogy          | 12 de noviembre de 1995 (29 años) | 54   | 10    | Fiorentina            |
| 10  | MED  | Sofia Jakobsson         | 24 de abril de 1990 (35 años)     | 165  | 23    | London City Lionesses |
| 15  | MED  | Julia Zigiotti Olme     | 24 de diciembre de 1997 (27 años) | 44   | 2     | Bayern Múnich         |
| 16  | MED  | Filippa Angeldahl       | 14 de julio de 1997 (28 años)     | 71   | 22    | Real Madrid           |
| 20  | MED  | Hanna Bennison          | 16 de octubre de 2002 (22 años)   | 56   | 3     | Juventus              |
|     |      |                         |                                   |      |       |                       |
| 8   | DEL  | Lina Hurtig             | 5 de septiembre de 1995 (29 años) | 73   | 22    | Arsenal               |
| 9   | DEL  | Kosovare Asllani        | 29 de julio de 1989 (36 años)     | 199  | 48    | London City Lionesses |
| 11  | DEL  | Stina Blackstenius      | 5 de febrero de 1996 (29 años)    | 117  | 39    | Arsenal               |
| 17  | DEL  | Ellen Wangerheim        | 1 de septiembre de 2004 (20 años) | 3    | 0     | Hammarby              |
| 18  | DEL  | Fridolina Rolfö         | 24 de noviembre de 1993 (31 años) | 98   | 32    | Barcelona             |
| 19  | DEL  | Johanna Rytting Kaneryd | 12 de febrero de 1997 (28 años)   | 57   | 8     | Chelsea               |
| 23  | DEL  | Rebecka Blomqvist       | 24 de julio de 1997 (28 años)     | 36   | 9     | Eintracht Frankfurt   |

## Historial
Jugadoras actuales en negrita. Actualizado al 19 de agosto de 2023.

### Jugadoras con más participaciones

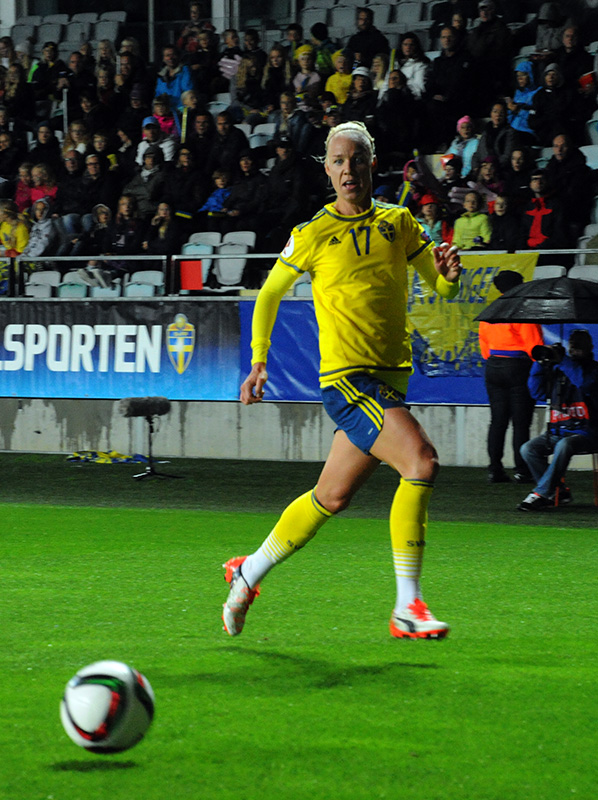
Caroline Seger, jugadora con más participaciones.

23 jugadoras han disputado al menos 100 partidos internacionales, ubicando a Suecia en tercer lugar detrás de Estados Unidos (41 jugadoras) y Alemania (27) junto con China (23, cifras inciertas) entre las selecciones con más jugadoras en el "Club de los 100". Con su partido internacional número 215, Caroline Seger estableció un nuevo récord entre las futbolistas que más veces defendieron la camiseta nacional. Desde julio de 2019, Suecia es el único equipo europeo con dos jugadoras que han disputado al menos 200 partidos internacionales.
| #  | Nombre                    | Período   | Participaciones |
| -- | ------------------------- | --------- | --------------- |
| 1  | Caroline Seger            | 2005–2023 | 238             |
| 2  | Therese Sjögran           | 1997–2015 | 214             |
| 3  | Nilla Fischer             | 2001–2021 | 194             |
| 4  | Hedvig Lindahl            | 2002–2022 | 193             |
| 5  | Lotta Schelin             | 2004–2017 | 185             |
| 6  | Kosovare Asllani          | 2008–     | 176             |
| 7  | Victoria Sandell Svensson | 1996–2009 | 166             |
| 8  | Kristin Bengtsson         | 1991–2005 | 157             |
| 9  | Malin Andersson           | 1994–2005 | 151             |
| 10 | Pia Sundhage              | 1975–1996 | 146             |

### Máximas goleadoras

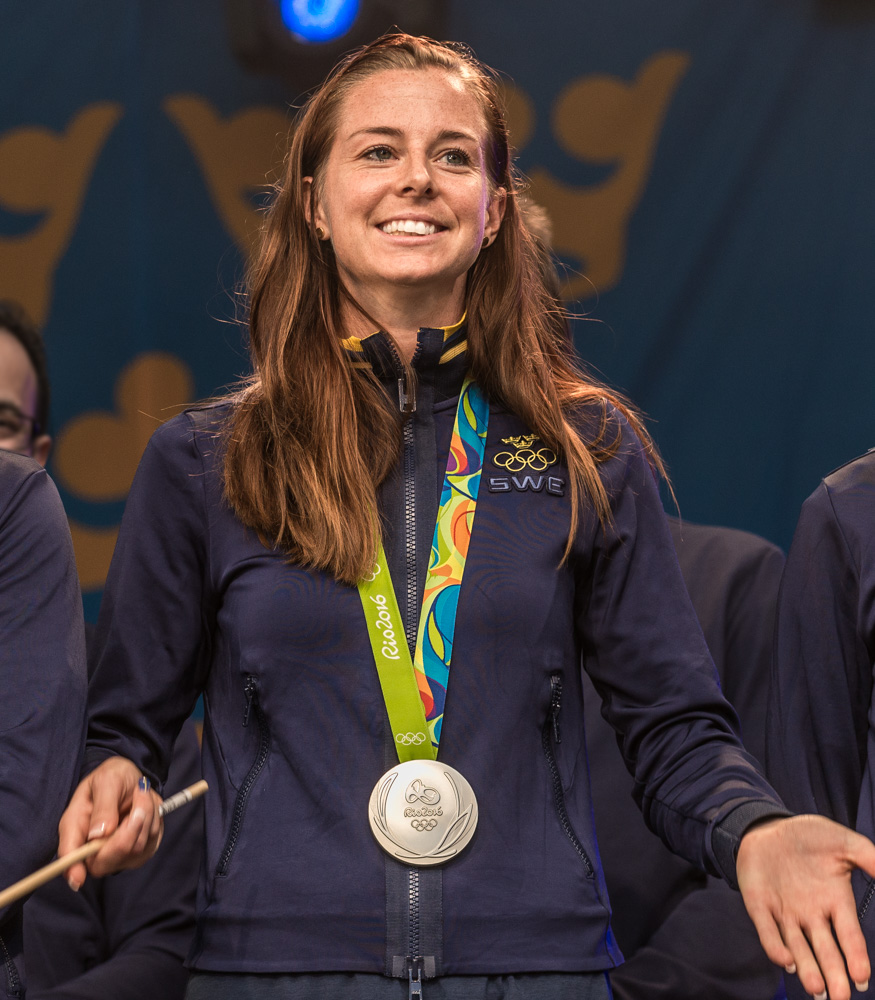
Lotta Schelin, máxima goleadora de la selección.

19 jugadoras han marcado al menos 20 goles internacionales y cinco tienen más de 50 goles internacionales.
| #  | Nombre                    | Período   | Goles | Partidos | Promedio |
| -- | ------------------------- | --------- | ----- | -------- | -------- |
| 1  | Lotta Schelin             | 2004–2017 | 88    | 185      | 0.48     |
| 2  | Hanna Ljungberg           | 1996–2008 | 72    | 130      | 0.55     |
| 3  | Lena Videkull             | 1984–1996 | 71    | 111      | 0.64     |
| 3  | Pia Sundhage              | 1975–1996 | 71    | 146      | 0.49     |
| 5  | Victoria Sandell Svensson | 1996–2009 | 68    | 166      | 0.41     |
| 6  | Kosovare Asllani          | 2008–     | 46    | 176      | 0.27     |
| 7  | Malin Andersson           | 1994–2005 | 38    | 151      | 0.25     |
| 8  | Anneli Andelén            | 1985–1995 | 37    | 88       | 0.42     |
| 9  | Caroline Seger            | 2005–2023 | 32    | 238      | 0.14     |
| 10 | Stina Blackstenius        | 2015–     | 29    | 97       | 0.33     |

### Entrenadores
| Entrenador             | Fecha           |
| ---------------------- | --------------- |
| Christer Molander      | 1973            |
| Hasse Karlsson         | 1974 - 1976     |
| Tord Grip              | 1977 - 1978     |
| Ulf Bergquist          | 1979            |
| Ulf Lyfors             | 1980 - 1987     |
| Gunilla Paijkull       | 1988 - 1991     |
| Bengt Simonsson        | 1992 - 1996     |
| Marika Domanski Lyfors | 1996 - 2005     |
| Thomas Dennerby        | 2005 - 2012     |
| Pia Sundhage           | 2012 - 2017     |
| Peter Gerhardsson      | 2017 - presente |

## Últimos y próximos encuentros
| Fecha      | Ciudad     | Local     | Resultado      | Visitante  | Competencia                         |
| ---------- | ---------- | --------- | -------------- | ---------- | ----------------------------------- |
| 12-02-2025 | Odense     | Dinamarca | 1:2            | Suecia     | Liga de Naciones Femenina UEFA 2025 |
| 25-02-2025 | Wrexham    | Gales     | 1:1            | Suecia     | Liga de Naciones Femenina UEFA 2025 |
| 04-04-2025 | Solna      | Suecia    | 3:2            | Italia     | Liga de Naciones Femenina UEFA 2025 |
| 08-04-2025 | Gotemburgo | Suecia    | 1:1            | Gales      | Liga de Naciones Femenina UEFA 2025 |
| 30-05-2025 | Parma      | Italia    | 0:0            | Suecia     | Liga de Naciones Femenina UEFA 2025 |
| 03-06-2025 | Estocolmo  | Suecia    | 6:1            | Dinamarca  | Liga de Naciones Femenina UEFA 2025 |
| 26-06-2025 | Oslo       | Noruega   | 0:2            | Suecia     | Partido amistoso                    |
| 04-07-2025 | Ginebra    | Suecia    | 1:0            | Dinamarca  | Eurocopa Femenil 2025               |
| 08-07-2025 | Lucerna    | Polonia   | 0:3            | Suecia     | Eurocopa Femenil 2025               |
| 12-07-2025 | Zúrich     | Suecia    | 4:1            | Alemania   | Eurocopa Femenil 2025               |
| 17-07-2025 | Zúrich     | Suecia    | 2:2 (2:3 pen.) | Inglaterra | Eurocopa Femenil 2025               |

## Tabla histórica de partidos
Actualizado a agosto de 2023.
La siguiente tabla muestra las estadísticas de todos los partidos jugados por Suecia contra otras selecciones, de 1973 en adelante.
     Racha positiva       Racha empatada       Racha negativa
| Contra               | Jugados | Ganados | Empatados | Perdidos | GF   | GC  | Dif. |
| -------------------- | ------- | ------- | --------- | -------- | ---- | --- | ---- |
| Argentina            | 2       | 2       | 0         | 0        | 3    | 0   | +3   |
| Australia            | 16      | 10      | 4         | 2        | 29   | 14  | +15  |
| Austria              | 2       | 2       | 0         | 0        | 8    | 1   | +7   |
| Azerbaiyán           | 2       | 2       | 0         | 0        | 20   | 0   | +20  |
| Bielorrusia          | 2       | 2       | 0         | 0        | 12   | 0   | +12  |
| Bélgica              | 5       | 5       | 0         | 0        | 14   | 3   | +11  |
| Bosnia y Herzegovina | 2       | 2       | 0         | 0        | 4    | 0   | +4   |
| Brasil               | 11      | 4       | 2         | 5        | 12   | 15  | −3   |
| Canadá               | 23      | 14      | 4         | 5        | 43   | 23  | +20  |
| Chile                | 1       | 1       | 0         | 0        | 2    | 0   | +2   |
| China                | 27      | 11      | 9         | 7        | 36   | 25  | +11  |
| Colombia             | 1       | 1       | 0         | 0        | 1    | 0   | +1   |
| Croacia              | 2       | 2       | 0         | 0        | 6    | 0   | +6   |
| República Checa      | 5       | 4       | 1         | 0        | 8    | 2   | +6   |
| Checoslovaquia       | 1       | 1       | 0         | 0        | 1    | 0   | +1   |
| Dinamarca            | 58      | 32      | 12        | 14       | 93   | 54  | +39  |
| Inglaterra           | 26      | 15      | 8         | 3        | 48   | 21  | +27  |
| Islas Feroe          | 2       | 2       | 0         | 0        | 10   | 0   | +10  |
| Finlandia            | 39      | 32      | 6         | 1        | 125  | 17  | +108 |
| Francia              | 21      | 12      | 3         | 6        | 42   | 25  | +14  |
| Alemania             | 31      | 8       | 2         | 21       | 35   | 53  | −18  |
| Georgia              | 2       | 2       | 0         | 0        | 19   | 0   | +19  |
| Ghana                | 1       | 1       | 0         | 0        | 2    | 0   | +2   |
| Reino Unido          | 1       | 0       | 1         | 0        | 0    | 0   | ±0   |
| Hungría              | 8       | 8       | 0         | 0        | 44   | 2   | +42  |
| Islandia             | 17      | 13      | 2         | 2        | 55   | 11  | +44  |
| Irán                 | 1       | 1       | 0         | 0        | 7    | 0   | +7   |
| Italia               | 25      | 16      | 5         | 4        | 48   | 16  | +32  |
| Japón                | 16      | 8       | 3         | 5        | 33   | 16  | +17  |
| Letonia              | 4       | 4       | 0         | 0        | 25   | 1   | +24  |
| Malta                | 1       | 1       | 0         | 0        | 3    | 0   | +3   |
| México               | 3       | 2       | 1         | 0        | 4    | 1   | +3   |
| Moldavia             | 2       | 2       | 0         | 0        | 9    | 0   | +9   |
| Países Bajos         | 23      | 10      | 6         | 7        | 33   | 18  | +15  |
| Nueva Zelanda        | 1       | 1       | 0         | 0        | 2    | 0   | +2   |
| Nigeria              | 4       | 2       | 2         | 0        | 9    | 5   | +4   |
| Corea del Norte      | 4       | 4       | 0         | 0        | 5    | 1   | +4   |
| Irlanda del Norte    | 2       | 2       | 0         | 0        | 7    | 0   | +7   |
| Noruega              | 56      | 21      | 13        | 22       | 90   | 91  | −1   |
| Polonia              | 8       | 8       | 0         | 0        | 31   | 3   | +28  |
| Portugal             | 12      | 10      | 0         | 2        | 39   | 8   | +31  |
| Irlanda              | 8       | 6       | 2         | 0        | 24   | 2   | +22  |
| Rumania              | 4       | 4       | 0         | 0        | 22   | 0   | +22  |
| Rusia                | 7       | 7       | 0         | 0        | 17   | 1   | +16  |
| Escocia              | 7       | 7       | 0         | 0        | 19   | 2   | +17  |
| Serbia y Montenegro  | 2       | 2       | 0         | 0        | 9    | 1   | +8   |
| Eslovaquia           | 8       | 8       | 0         | 0        | 30   | 1   | +29  |
| Sudáfrica            | 4       | 3       | 1         | 0        | 9    | 2   | +7   |
| Corea del Sur        | 4       | 3       | 1         | 0        | 11   | 1   | +10  |
| Unión Soviética      | 2       | 2       | 0         | 0        | 6    | 0   | +6   |
| España               | 12      | 7       | 4         | 1        | 34   | 9   | +25  |
| Suiza                | 14      | 13      | 0         | 1        | 46   | 8   | +38  |
| Tailandia            | 1       | 1       | 0         | 0        | 5    | 1   | +4   |
| Ucrania              | 4       | 3       | 0         | 1        | 11   | 3   | +8   |
| Estados Unidos       | 44      | 8       | 13        | 23       | 44   | 73  | −29  |
| Gales                | 3       | 3       | 0         | 0        | 12   | 1   | +11  |
| Total                | 565     | 338     | 98        | 129      | 1246 | 511 | 735  |

## Jugadoras históricas
| - Malin Andersson - Kristin Bengtsson - Anette Börjesson - Linda Fagerström - Ann Jansson - Victoria Sandell Svensson - Anneli Andelén - Anna Pohjanen - Anna Sjöström - Therese Sjögran | - Malin Moström - Pia Sundhage - Lena Videkull - Hanna Ljungberg - Elisabeth Leidinge - Tina Nordlund - Lotta Schelin - Johanna Engholm - Josefine Öqvist |